# William Mkapa Stadium
 (mars 2025).
Si vous disposez d'ouvrages ou d'articles de référence ou si vous connaissez des sites web de qualité traitant du thème abordé ici, merci de compléter l'article en donnant les références utiles à sa vérifiabilité et en les liant à la section « Notes et références ».
Le William Mkapa Stadium est un stade multi-sport (football, rugby, athlétisme) de Tanzanie à Dar es Salaam. Il a une capacité de 25 000 places assises.